# Yurimaguas

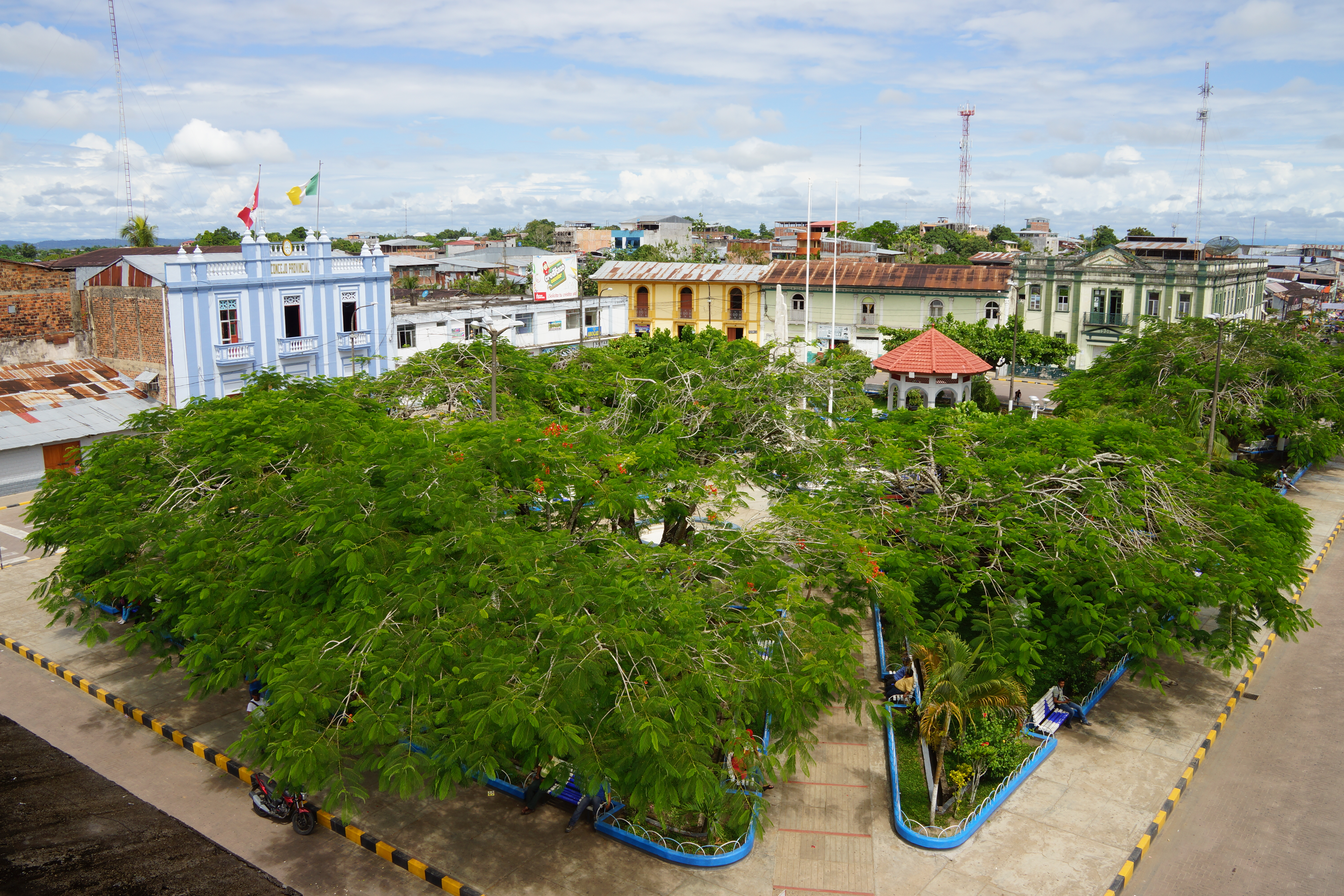
Plaza de Armas vista desde arriba.

Yurimaguas es una ciudad peruana, capital del distrito homónimo y de la provincia de Alto Amazonas en el departamento de Loreto. Fue fundada en 1709 y está ubicada en la confluencia de los ríos Huallaga, Shanusi y Paranapura en la Amazonía peruana. Está situada a 148 m s.n.m. y su temperatura promedio máx. es 31 °C y la mín. 21 °C. La población estimada actualmente es de aproximadamente 104,862 habitantes. Esta cifra se basa en datos recopilados en el año 2022 y puede variar ligeramente debido a factores como la natalidad, mortalidad y migración. 
Localizada en la Selva Baja, dispone de cultivos de tipo tropical como la caña de azúcar, plátanos, algodón y tabaco. Aunque desde 1937 posee el Aeropuerto Moisés Benzaquen Rengifo, de lo cual solo es uso para las famosas avionetas,el tránsito a lo largo del río es muy activo, destacando como puerto fluvial. Por él se mueven grandes cantidades de madera. En su demarcación se hallan no solo industrias de elaboración de productos alimenticios, textiles y de consumo, sino también de alfarería. Está comunicada por carretera con Tarapoto y Moyobamba, y a través de Pachiza con el corredor del Huallaga y Cuchillanqui y Trujillo, en la costa; asimismo hacia Paita mediante la Interoceánica Norte.
Desde el punto de vista jerárquico de la Iglesia católica es la sede del Vicariato Apostólico de Yurimaguas, también conocido como Vicariato Apostólico de San Gabriel de la Dolorosa del Marañón. la ciudad de Yurimaguas está rodeado por 5 distritos que pertenecen a la provincia de alto Amazonas.
- Balsapuerto
- Lagunas
- jeberos
- Teniente César López Rojas
- Santa  Cruz

## Historia
Según relatos documentados desde la confluencia del río Napo hasta el río Negro ambas márgenes de la gran corriente fueron dominio de la etnia yurimagua. Para evangelizarlos entró el padre Samuel Fritz en el año 1686 fundando numerosas reducciones donde él residía habitualmente, entre el río Caquetá y el río Negro. Acosado por los portugueses en sucesivas ubicaciones, se trasladó junto a los nativos hacia el Oeste, hasta la confluencia de los ríos Shanusi y Paranapura, donde fundó, entre otras, la reducción de Santa María de las Nieves de Yurimaguas el 8 de diciembre de 1709. 
En el informe que dirige al Rey en el año 1735 Zárate dice: 

Navegando el Huallaga arriba desde la Laguna, a los cinco días se halla junto al río la reducción de Santa María la Mayor de los Yurimaguas y Aizuares, indios convertidos por el venerable Samuel Fritz , que se retiraron a este río en el año 1713, huyendo de las guerras de los portugueses, desde los últimos fines de la Grande Omaguas.

Alberga 40 506 habitantes indígenas, distribuidos en 243 comunidades indígenas, clasificadas en 11 grupos étnicos y a su vez en 5 familias etnolingüísticas, la representatividad porcentual de la población indígena es la mayor en la Región de Loreto con el 48%, lo cual deja ver la riqueza folclórica o pluricultural y lo interesante del conjunto de etnias que cumplen un rol muy importante en la conservación de los bosques y el medio ambiente.
La capital del Alto Amazonas comienza a caracterizarse como ciudad con la formación de las etnias muniches, motilones de Lamas y posteriormente los yurimaguas venidos del Brasil.
Apenas producida la Independencia del Perú hacia 1827, se produce la emigración hacia Yurimaguas: tarapotinos, lameños, riojanos, moyobambinos y chachapoyanos. Con este aporte poblacional la ciudad de Yurimaguas empieza a crecer, que desde esos tiempos es conocida como "Capital Histórica de la Amazonia Peruana", y por su belleza natural "La Perla del Huallaga". (Yurimaguas se encuentra al borde del río Huallaga).

## Costumbres
Todos los años desde el 5 al 15 de agosto se celebra las fiestas patronales de la ciudad. Esta fiesta patronal es la celebración de la Virgen de las Nieves o Santa María La Mayor; cabe resaltar que los atractivos principales de la fiesta patronal son: la Procesión de la Virgen de las Nieves por las principales calles de la ciudad, la elección de la "Señorita Yurimaguas", "Señorita Turismo" y "Señorita Simpatía", los populares paseos de la "vaca loca" y "el toro loco" por los barrios de la ciudad, que es un atractivo y aglomera a grandes y chicos al ritmo característico que expresa la alegoría del mismo. Además disfrutamos de las fiestas populares en los  barrios representativos de la ciudad desde la fecha del 5 hasta el 15 del mes de  agosto con una frecuencia de 3 a 4 por noche, que culminan derribando la tradicional "Umisha" en las tardes como de 2 o 3, para luego iniciar el "Albazo" señal de inicio de la fiesta de otros barrios.

### Gastronomía
Como parte de la cultura Amazónica, los platos típicos son:
- Juane
- Ninajuane
- Inchicapi
- Tacacho con cecina
- Picadillo de paiche
- Shilcano de carachama
- sudado de paco
- estofado de pescado

## Educación
La ciudad cuenta con todas las etapas estudiantiles (inicial, primaria, secundaria, universidad), en esta ciudad funciona una de las sedes de la Universidad Nacional de la Amazonia Peruana (UNAP). Actualmente se fundó la Universidad Nacional Autónoma de Alto Amazonas (UNAAA) con sede principal en la ciudad de Yurimaguas, también cuentan con Institutos Superiores tales como El Instituto de Educación Superior Tecnológico Amazonas-Yurimaguas, que tiene diversas sedes a lo largo de la provincia, El Instituto de Educación Superior Pedagógico Público Monseñor Elías Olazar,y otros Instutos privados  como el Instituto de Educación Superior Tecnológico Privado "SAN JOSÉ" y el American System – Instituto Superior Tecnológico Privado

## Turismo

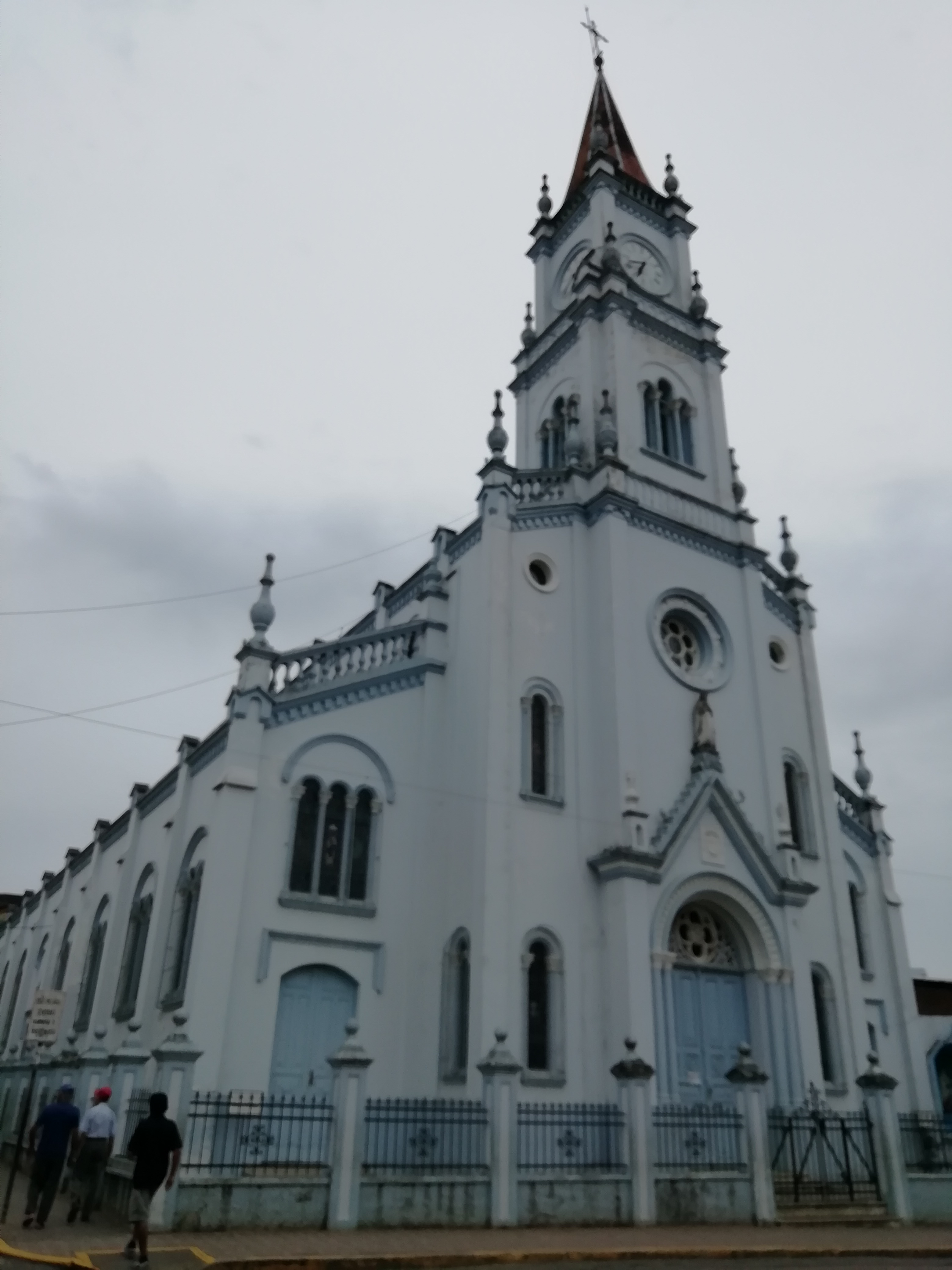
Catedral de Yurimaguas construida entre 1928-1931 de estilo neogótico.

La ciudad de Yurimaguas y sus alrededores presentan varios lugares de interés turístico. Dentro de sus principales atractivos se encuentran:
- La Plaza de Armas, ubicada en el corazón de la ciudad, en la cual se pueden ver construcciones antiguas como el Palacio Municipal (sede de la alcaldía provincial), la sede inicial del colegio Monseñor Atanasio Jáuregui y la imponente catedral Virgen de las Nieves.
- Mercado el Vado, que abre sus puertas a partir de las 3 de tarde de todos los días, ubicado al costado del río Paranapura. En él se pueden encontrar productos orgánicos, pescados frescos, comida, frutas frescas, los cuales son abastecidos de las chacras cercanas o afluentes al río.
- Puerto Garcilazo, del cual se pueden tomar botes para ir a poblados que se encuentran aguas arriba del río Huallaga, como Libertad de Cuiparillo, Zanango, lago Cuipari, al distrito de Teniente César López, etc.
- Puerto Zamora, sirve como conexión para ir a poblados ubicados aguas abajo del río Huallaga.
- Distrito de Balsapuerto, Este distrito está ubicado a 65 km, en rumbo oeste, de la ciudad. Se llega vía fluvial tomando bote del puerto el bado o por vía terrestre, por una carretera afirmada construida el 2015. A dos horas de camino de Balsapuerto se ubica el Petroglifo de Cumpanamá.
- Lago Sanango
- Lago Cuipari
- Caminata a Apangurayacu
- Poblado de Munichis
- Jardín botánico de plantas acuáticas en Munichis

## Transporte

### Transporte interno
Transporte aéreo
Yurimaguas tiene al Aeropuerto Moisés Benzaquen Rengifo (IATA:YMS OACI:SPMS). Recibe vuelos comerciales de las principales líneas aéreas peruanas. Se encuentra operado por la empresa estatal CORPAC.
Transporte urbano
El medio de transporte más popular es el Trimóvil (motocicleta a tres ruedas), con unas 8000 unidades, que se utilizan a diario como transporte de pasajero, como servicio personal. Hay pocos automóviles.
Transporte terrestre
La carretera Tarapoto-Yurimaguas de 125 km, conecta las 2 ciudades. Yurimaguas es el último acceso de carretera, se conecta con los demás distritos, solo por la hidrovia del Huallaga. El corredor Paita-Tarapoto-Yurimaguas permite el acceso hacia los mercados de la costa y sierra norte del país.
Transporte fluvial
El Terminal Portuario de Yurimaguas, administrado por la Empresa Nacional de Puertos S.A. (ENAPU) se ubica en la margen izquierda del río Huallaga, en la ciudad de Yurimaguas, provincia de Alto Amazonas, departamento de Loreto. Se encuentra a una altitud por debajo de los 200 m s.n.m. La infraestructura portuaria se encuentra ubicada en la ribera izquierda del río Huallaga, y al lado de la ribera del río Paranapura. La carga movilizada es fundamentalmente de cabotaje, del tipo fraccionada
El Terminal Portuario de Yurimaguas - Nueva Reforma (TPY-NR) contará con una nueva ubicación en la margen izquierda del río Huallaga a 20 kilómetros aguas abajo de la ciudad de Yurimaguas, en la localidad de Nueva Reforma – zona industrial. Para su acceso por tierra contará con una vía de 9,4 kilómetros, que se enlaza con la carretera Tarapoto - Yurimaguas (IIRSA Norte), y con un puente sobre el río Paranapura, obras a cargo del concedente del proyecto, Ministerio de Transporte y Comunicaciones (MTC), y que facilitan la conectividad del puerto con las mercaderías, pasajeros y comunidad en general.
Puertos que se conecta a manera fluvial con caserios, distritos y provincias:
- Puerto el Garcilaso
- Puerto la Ramada
- Puerto la Zamora
- Puerto el Bado
- Puerto la Boca
- Puerto Abel Guerra
- Puerto de Nauta
- Puerto de Iquitos

## Clima
La temperatura media máx. es 31 °C y la mín. 21 °C. La época de lluvias es entre noviembre y abril, donde las precipitaciones son muy fuertes.
| Parámetros climáticos promedio de Yurimaguas (Loreto) | Parámetros climáticos promedio de Yurimaguas (Loreto) | Parámetros climáticos promedio de Yurimaguas (Loreto) | Parámetros climáticos promedio de Yurimaguas (Loreto) | Parámetros climáticos promedio de Yurimaguas (Loreto) | Parámetros climáticos promedio de Yurimaguas (Loreto) | Parámetros climáticos promedio de Yurimaguas (Loreto) | Parámetros climáticos promedio de Yurimaguas (Loreto) | Parámetros climáticos promedio de Yurimaguas (Loreto) | Parámetros climáticos promedio de Yurimaguas (Loreto) | Parámetros climáticos promedio de Yurimaguas (Loreto) | Parámetros climáticos promedio de Yurimaguas (Loreto) | Parámetros climáticos promedio de Yurimaguas (Loreto) | Parámetros climáticos promedio de Yurimaguas (Loreto) |
| Mes                                                   | Ene.                                                  | Feb.                                                  | Mar.                                                  | Abr.                                                  | May.                                                  | Jun.                                                  | Jul.                                                  | Ago.                                                  | Sep.                                                  | Oct.                                                  | Nov.                                                  | Dic.                                                  | Anual                                                 |
| ----------------------------------------------------- | ----------------------------------------------------- | ----------------------------------------------------- | ----------------------------------------------------- | ----------------------------------------------------- | ----------------------------------------------------- | ----------------------------------------------------- | ----------------------------------------------------- | ----------------------------------------------------- | ----------------------------------------------------- | ----------------------------------------------------- | ----------------------------------------------------- | ----------------------------------------------------- | ----------------------------------------------------- |
| Temp. máx. media (°C)                                 | 32.0                                                  | 31.7                                                  | 31.3                                                  | 31.5                                                  | 31.3                                                  | 31.2                                                  | 31.3                                                  | 32.6                                                  | 32.8                                                  | 32.3                                                  | 32.2                                                  | 32.1                                                  | 31.9                                                  |
| Temp. media (°C)                                      | 26.7                                                  | 26.7                                                  | 26.5                                                  | 26.6                                                  | 26.4                                                  | 26.1                                                  | 26                                                    | 26.7                                                  | 27                                                    | 26.9                                                  | 27                                                    | 26.9                                                  | 26.6                                                  |
| Temp. mín. media (°C)                                 | 21.6                                                  | 21.7                                                  | 21.7                                                  | 21.7                                                  | 21.5                                                  | 21                                                    | 20.7                                                  | 20.9                                                  | 21.3                                                  | 21.6                                                  | 21.8                                                  | 21.8                                                  | 21.4                                                  |
| Lluvias (mm)                                          | 210                                                   | 202                                                   | 242                                                   | 210                                                   | 175                                                   | 110                                                   | 95                                                    | 105                                                   | 150.3                                                 | 185                                                   | 212.2                                                 | 195.4                                                 | 2091.9                                                |
| Días de lluvias (≥ 1 mm)                              | 16                                                    | 16                                                    | 17                                                    | 15                                                    | 14                                                    | 12                                                    | 12                                                    | 11                                                    | 13                                                    | 15                                                    | 15                                                    | 15                                                    | 171                                                   |
| Fuente: climate-data.org                              |                                                       |                                                       |                                                       |                                                       |                                                       |                                                       |                                                       |                                                       |                                                       |                                                       |                                                       |                                                       |                                                       |

## Deportes

### Fútbol
Al igual que el resto del país, el deporte más practicado en la ciudad de Yurimaguas es el fútbol.
| Clubes de Fútbol    |                    |                    |           |
| Equipo              | Fundación          | Estadio            | Liga      |
| Athletic Club Lores | 1 de abril de 1922 | Ricardo Cruzalegui | Copa Perú |
| C.S. Dos de Mayo    | 2 de mayo de 1922  | Ricardo Cruzalegui | Copa Perú |

## Ciudades hermanas
- Tarapoto, Perú
- Lagunas, Perú